# Hybanthus buxifolius
Hybanthus buxifolius är en violväxtart som först beskrevs av Étienne Pierre Ventenat, och fick sitt nu gällande namn av Henri Ernest Baillon. Hybanthus buxifolius ingår i släktet Hybanthus och familjen violväxter. Inga underarter finns listade i Catalogue of Life.